# Centrale de Revin
La centrale hydroélectrique de Revin, appelée aussi centrale hydraulique de Saint-Nicolas, est une centrale hydroélectrique de pompage à Revin dans les Ardennes; sa puissance de 800 MW la classe au 3e rang parmi les centrales de pompage-turbinage françaises.
La centrale de Revin est une centrale de pompage-turbinage pure, c'est-à-dire qu'il n'y a pas d'apports naturels dans le réservoir amont.

## Historique
La centrale est mise en service en 1976. Pour remplacer les 4 turbines vieilles de plus de 35 ans, un appel d'offres européen est lancé en juin 2010, les nouvelles turbines augmenteront les performances de la centrale : les quatre turbines ont actuellement un rendement de 75%, et les nouvelles turbines permettront de gagner 3%, les études d'ingénierie sont réalisées en 2014; les travaux débutent en 2016 et doivent se terminer en 2020. Le montant des travaux est estimé à 100 millions €.

## Entités propriétaire et cliente
La centrale a été construite par EDF, qui l'exploite sous le régime de la concession.

## Caractéristiques techniques des réservoirs
L'aménagement hydroélectrique de Revin est constitué d’un bassin supérieur « Les Marquisades », d’un bassin inférieur «Whitaker » et d’une usine en partie souterraine.
Le réservoir supérieur des Marquisades, d'une superficie de 66 ha, est retenu par une digue de 4 200 m de longueur, de 9 à 18 m de hauteur; son volume total est de 8,5 millions de m3.
Le bassin inférieur «Whitaker» est retenu par un barrage de 300 m de longueur en crête et 35 m de hauteur; son volume total est de 9 millions de m3.
Le Lac des Vieilles Forges sert de bassin de compensation et de stock de réserve. Le niveau d’eau est maintenu constant pour le développement du tourisme sur le lac. Il est retenu par un barrage de 250 m de longueur de crête et de 10 m de hauteur; son volume total est de 5 millions de m3.

## Centrale électrique

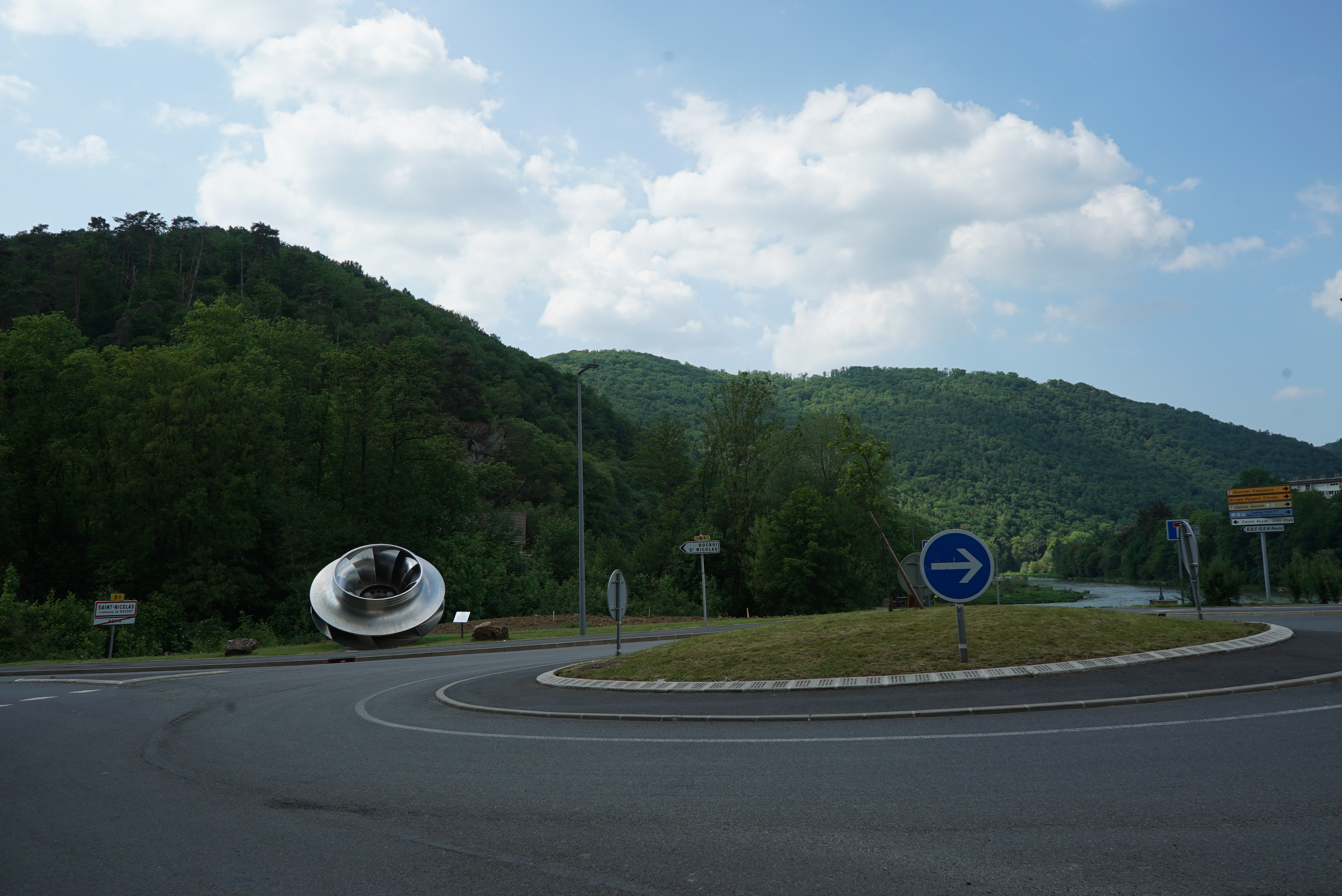
Turbine au rond-point st-Nicolas/Revin.

L'usine est en partie souterraine; la caverne principale a 115 m de longueur, 17 m de largeur et 16 m de hauteur; le tunnel d’accès est long de  170 m. Elle est télé-conduite depuis le Centre de Conduite Hydraulique de Lyon.
La STEP de Revin a été la 1re centrale EDF équipée de groupes réversibles «turbine-pompe» de type Francis; elle en compte quatre, de 200 MW de puissance chacun, disponibles en 2 minutes.
Équipement de surface : 4 transformateurs de 200 MVA 13 kV / 400 kV.